# 格雷瓦薩瓦斯峰
46°25′22.1″N 9°40′26.9″E / 46.422806°N 9.674139°E

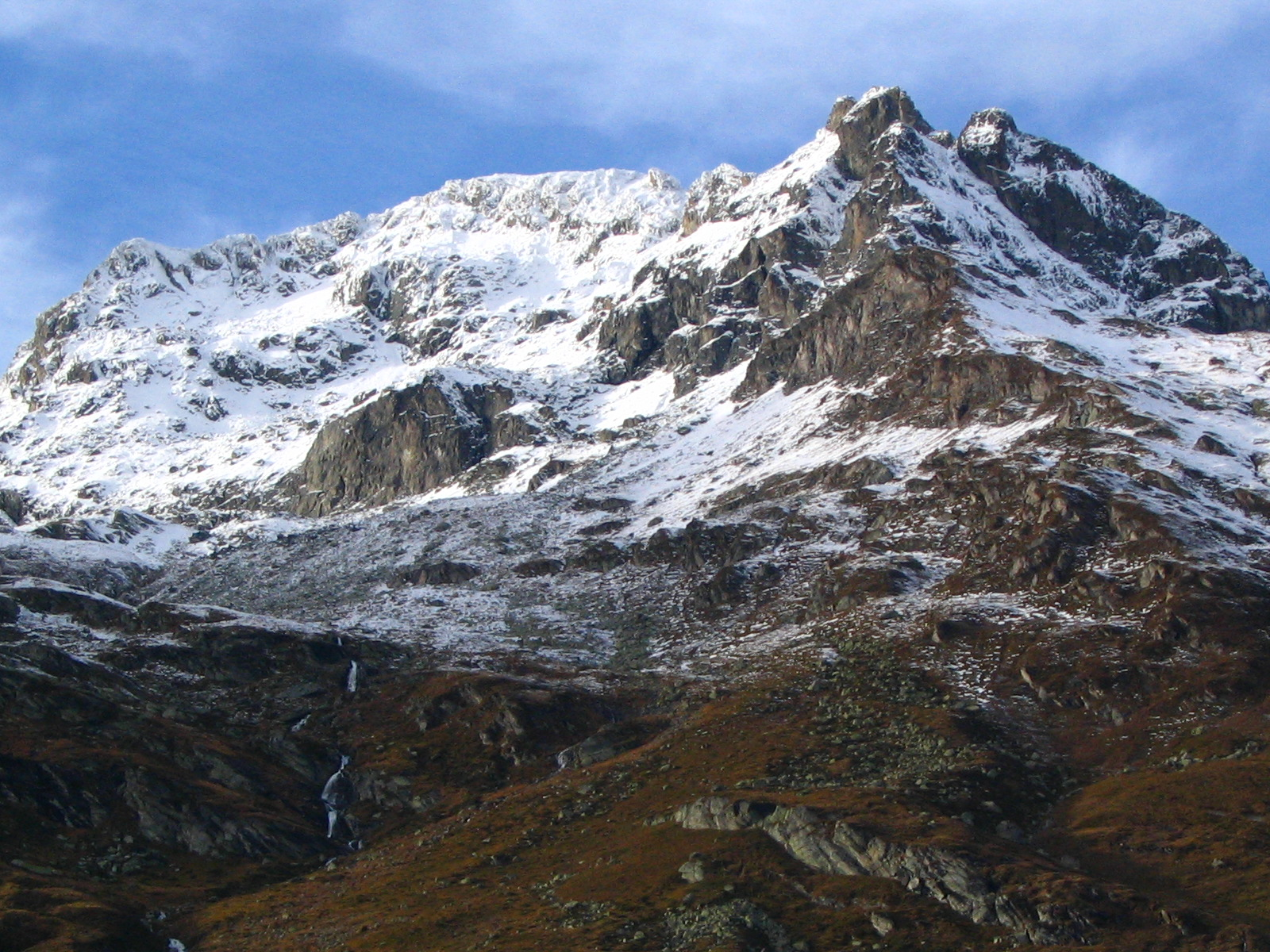

格雷瓦薩瓦斯峰（Piz Grevasalvas），是瑞士的山峰，位於該國東南部，由格勞賓登州負責管轄，屬於阿爾布拉山脈的一部分，海拔高度2,932米，每年平均降雨量1,693毫米。